# Pointe du Seixas
| \| Pointe du Seixas \| Localisation de la pointe du Seixas |
| Pointe du Seixas                                           |

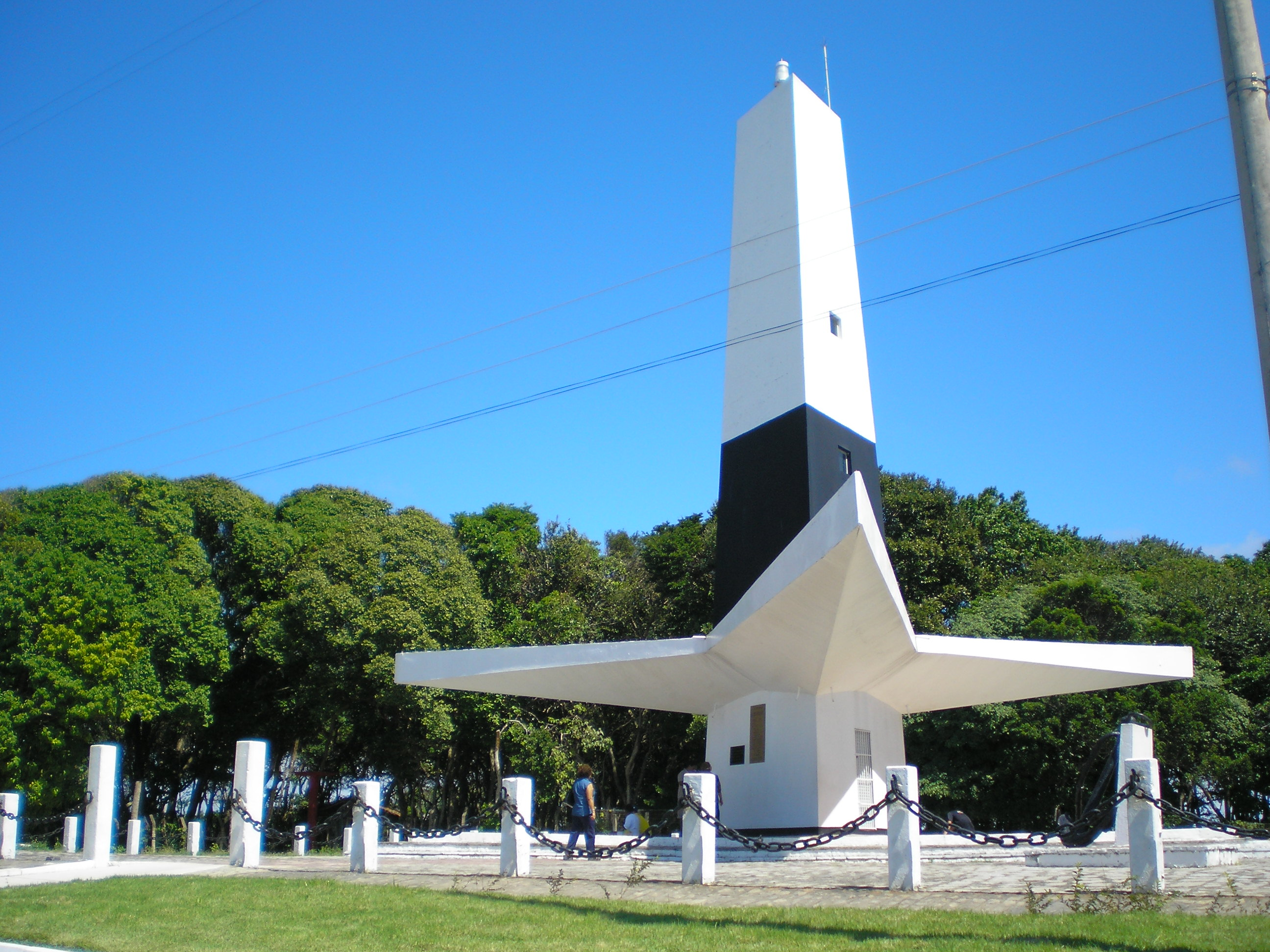
Phare du cap Branco, Pointe du Seixas.

La Ponta do Seixas est le lieu le plus oriental des Amériques, situé à 14 km du centre-ville de la capitale de l'État de Paraíba, João Pessoa.
Construit sur une haute falaise de la Ponta do Seixas, dans l'État de Paraíba, se trouve le phare du cap Branco (Farol do Cabo Branco), un phare d'où l'on peut profiter d'une belle vue sur les eaux chaudes de l'océan Atlantique Sud.
En Amérique du Sud, les points géographiques extrêmes sont outre la Ponta du Seixas :
- au Nord : la Punta Gallinas, en Colombie,
- au Sud : le Cap Horn, au Chili
- à l'Ouest : la Punta Pariñas, au Pérou.

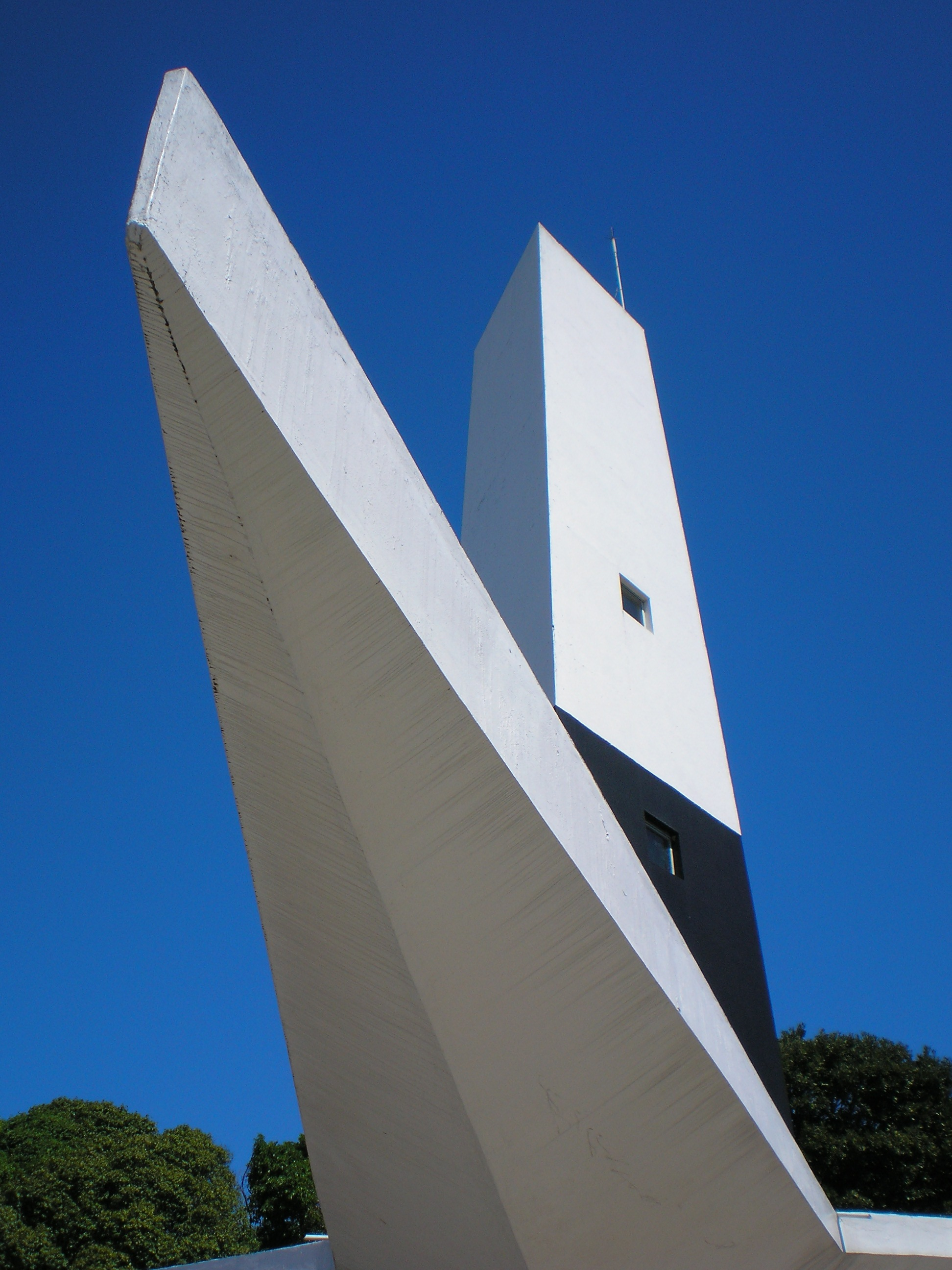
Detail du phare.
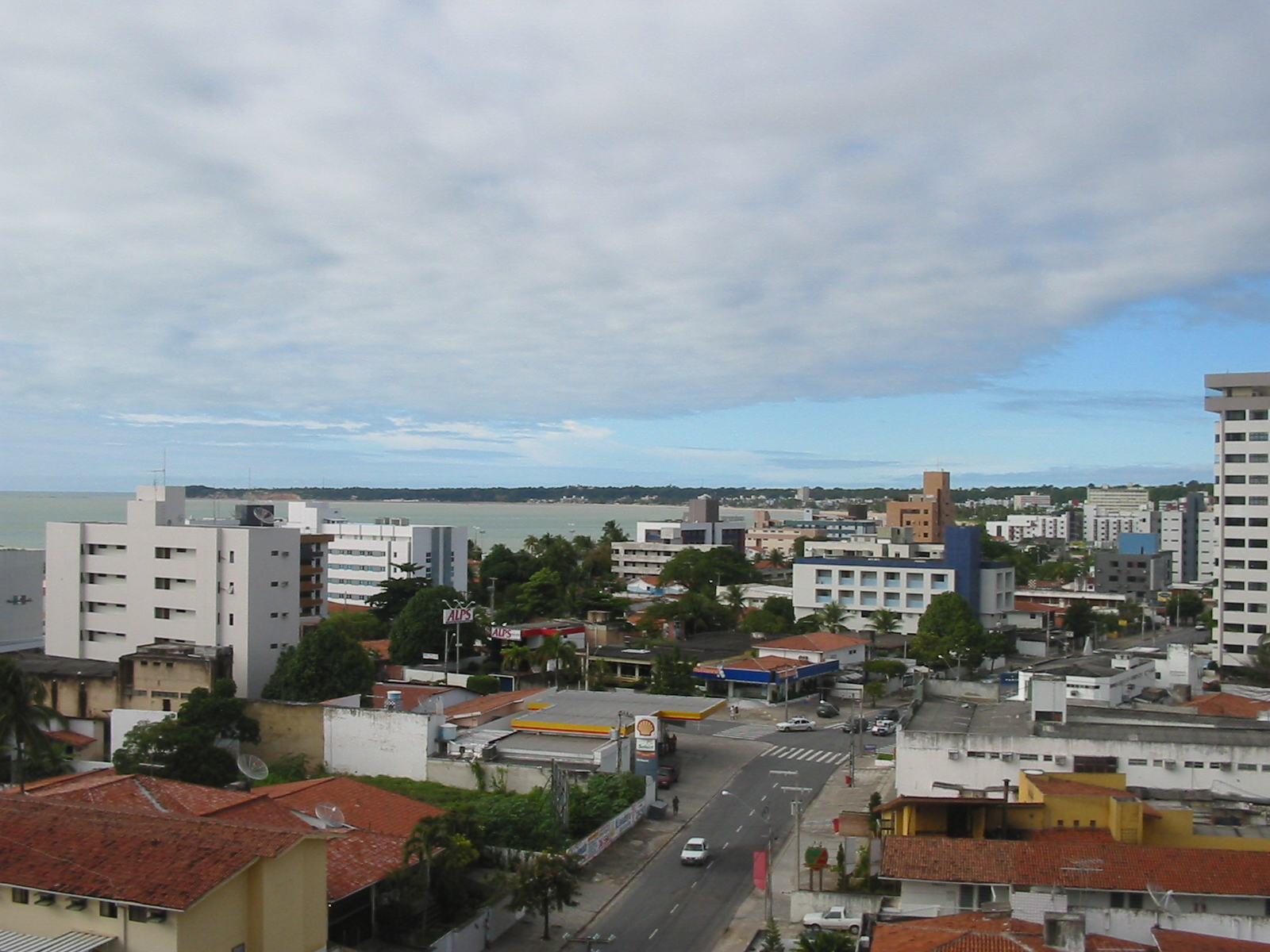
Plage de Cabo Branco, la Pointe du Seixas au fond.